# Eilandenbuurt

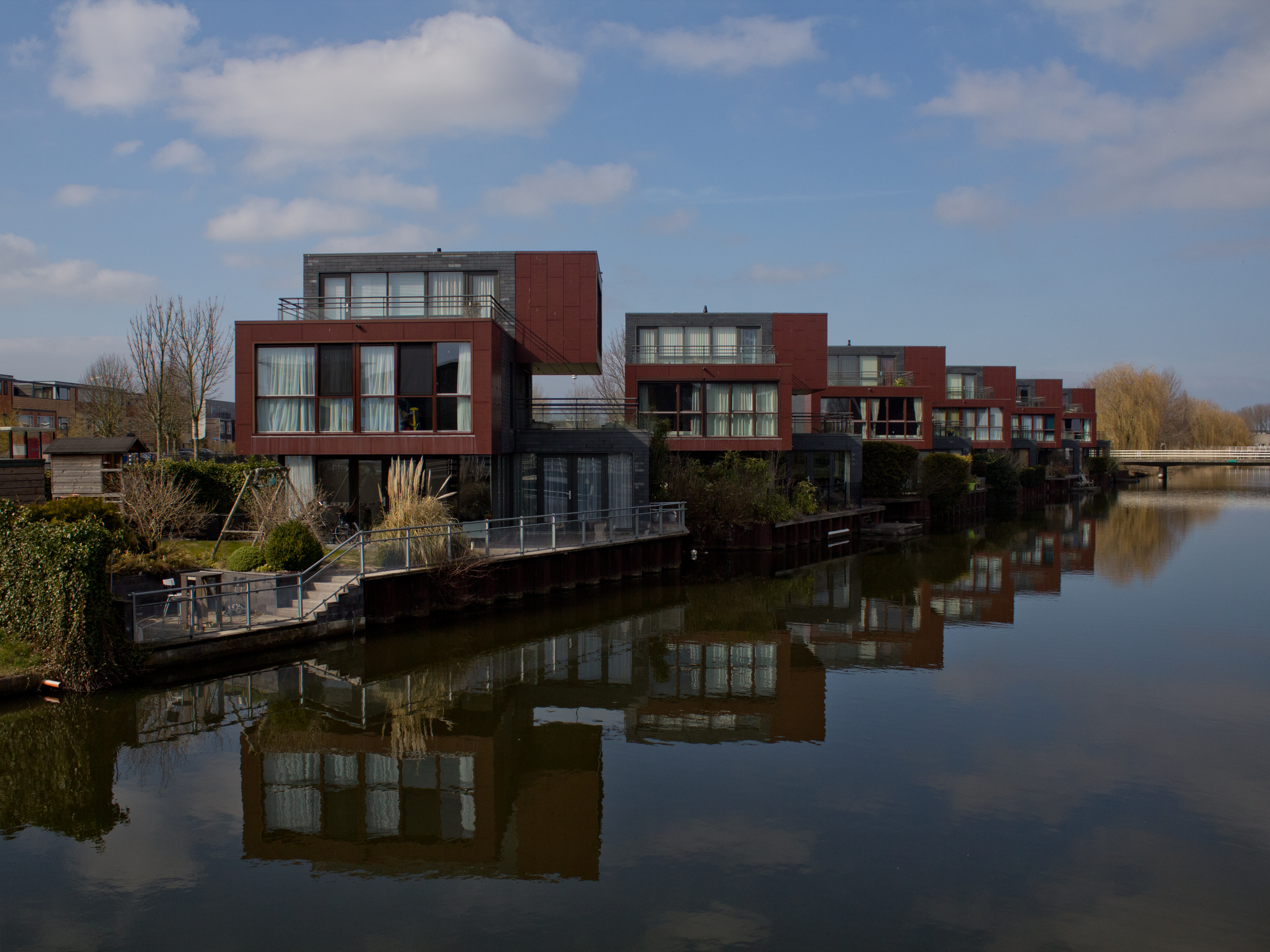
Woningen langs de Comorenstraat

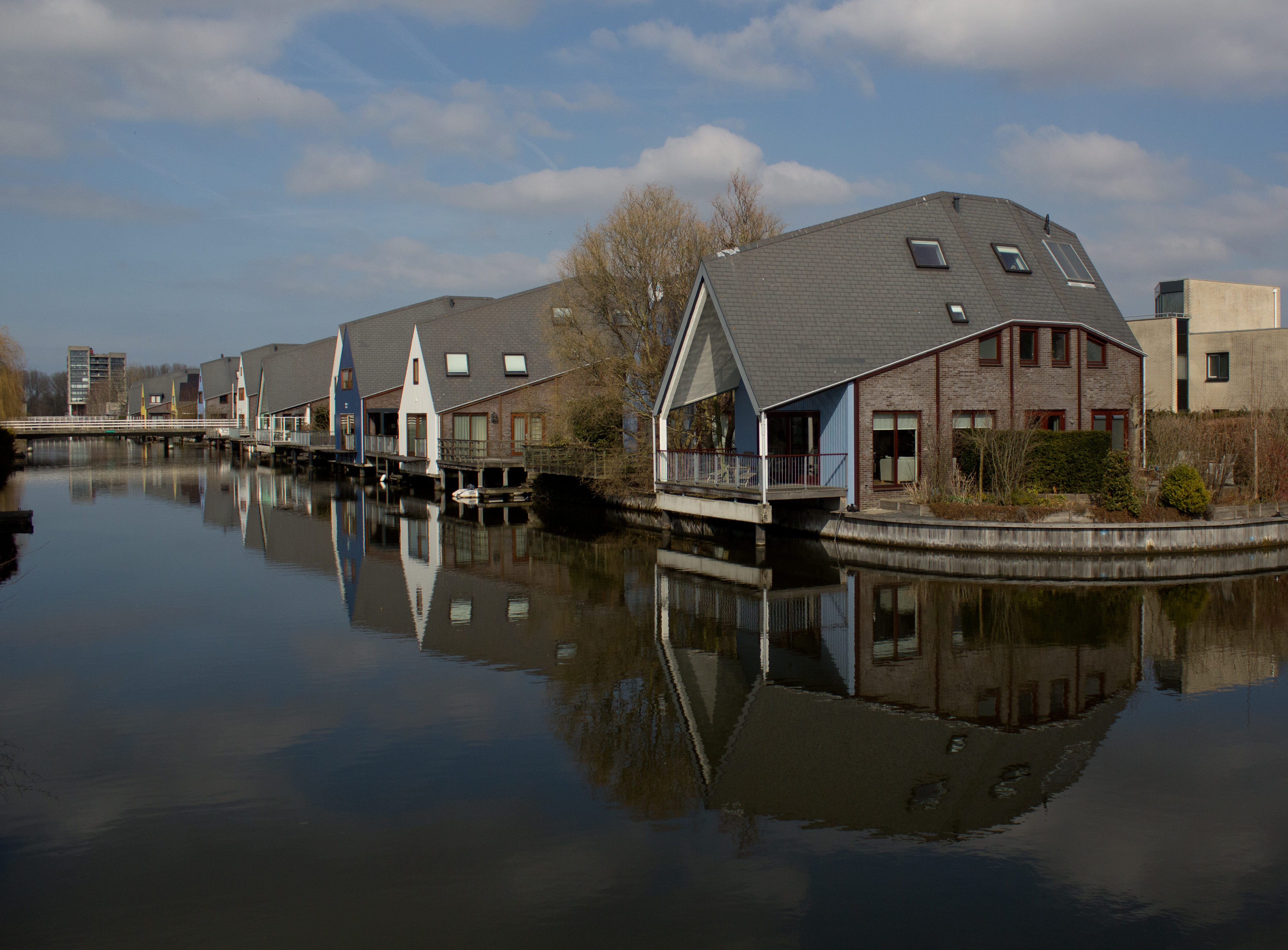
"Kattenrugwoningen" langs de Pembastraat

Eilandenbuurt is een wijk in de Nederlandse stad Almere. De wijk is gelegen in het stadsdeel Almere Buiten en grenst aan Regenboogbuurt, Indischebuurt en Stripheldenbuurt. Op 1 januari 2023 telde de wijk 6.005 inwoners, verdeeld over 2.280 woningen, op een oppervlakte van 0,84 km².
De Eilandenbuurt kent straten die allemaal vernoemd zijn naar eilanden, zowel binnen als buiten Nederland. De straatnamen liggen geografisch gerangschikt per oceaan bij elkaar. Daarbij zijn veel huizen langs het water gebouwd. De eerste woningen (77% koopwoning) werden opgeleverd in 2001.
De buurt wordt gekenmerkt door een veelvoud aan grachtjes, een grote diversiteit aan architectuur en veel groen. Een groot gedeelte van de wijk was onderdeel van de bouwexpositie Gewild Wonen. Een zelfstandig te bedienen sluis wordt gedeeld met de stripheldenbuurt, waardoor veel bewoners een boot achter het huis hebben en via de sluis de lage vaart op kunnen.

## Openbaar vervoer
Eilandenbuurt wordt doorsneden door een busbaan en heeft daaraan twee bushaltes waar de volgende buslijn stopt:
- Eilandenbuurt Noord  M7
- Eilandenbuurt Zuid  M7

### Metrobus
| Lijn | Lijn      | Route                                  | Via | Opmerkingen                                                |
| ---- | --------- | -------------------------------------- | --- | ---------------------------------------------------------- |
| M7   | Parkmetro | Station Centrum - Station Oostvaarders | Flevoziekenhuis, Filmwijk, Parkwijk, Station Parkwijk, Tussen de Vaarten, Landgoederenbuurt, Faunabuurt, Bloemenbuurt, Station Buiten, Regenboogbuurt, Eilandenbuurt | Rijdt op zaterdag 24 uur per dag op een deel van de route. |